# Elva (azienda)
L'Elva fu una società produttrice di energia elettrica italiana operante in Val Camonica (provincia di Brescia).

## Storia
L'Elva nacque nel 1907 dalla precedente Società Cooperativa di Elettricità di Breno, nata nel 1888. Il primo presidente fu l'ingegnere G.B. Ronchi e il suo scopo era la fornitura di energia elettrica per illuminazione pubblica e privata ed alle piccole e medie industrie locali.
Costruì l'impianto di Niardo, allo scopo di convogliare le acque del torrente Re di Niardo, ed acquisì la Società Elettrica in Borno. Tra il 1912 e il 1914 l'Elva riuscì così ad avere l'appalto per la fornitura dell'illuminazione di quasi tutti i comuni della valle, essendo riuscita ad acquistare la maggior parte delle piccole centraline sorte in zona.
Nel 1955 fu assorbita dalla Società Elettrica Bresciana.